# Paweł Sikora (duchowny)
Paweł Sikora (ur. 20 października 1883, zm. 8 września 1972) – polski ksiądz ewangelicki, pisarz, tłumacz i pieśniarz.

## Życiorys
Pracował jako duszpasterz w Ternopilli, Nawsiu i Cieszynie. Włączył się  w  pracę Społeczności Chrześcijańskiej. Wraz z Andrzejem Hławiczką i Andrzejem Cymorkiem opracował polski śpiewnik ewangelizacyjny „Harfa syjońska”. Napisał i przetłumaczył około 500 pieśni. Tłumaczył pieśni i prozę z języka niemieckiego, rosyjskiego, czeskiego i słowackiego. Pisał artykuły do czasopism: Słowo żywota, Głosy kościelne, Przyjaciel dziatek i innych. Pracował  w komisji przygotowującej ujednolicony dla całej Polski ewangelicki śpiewnik kościelny.

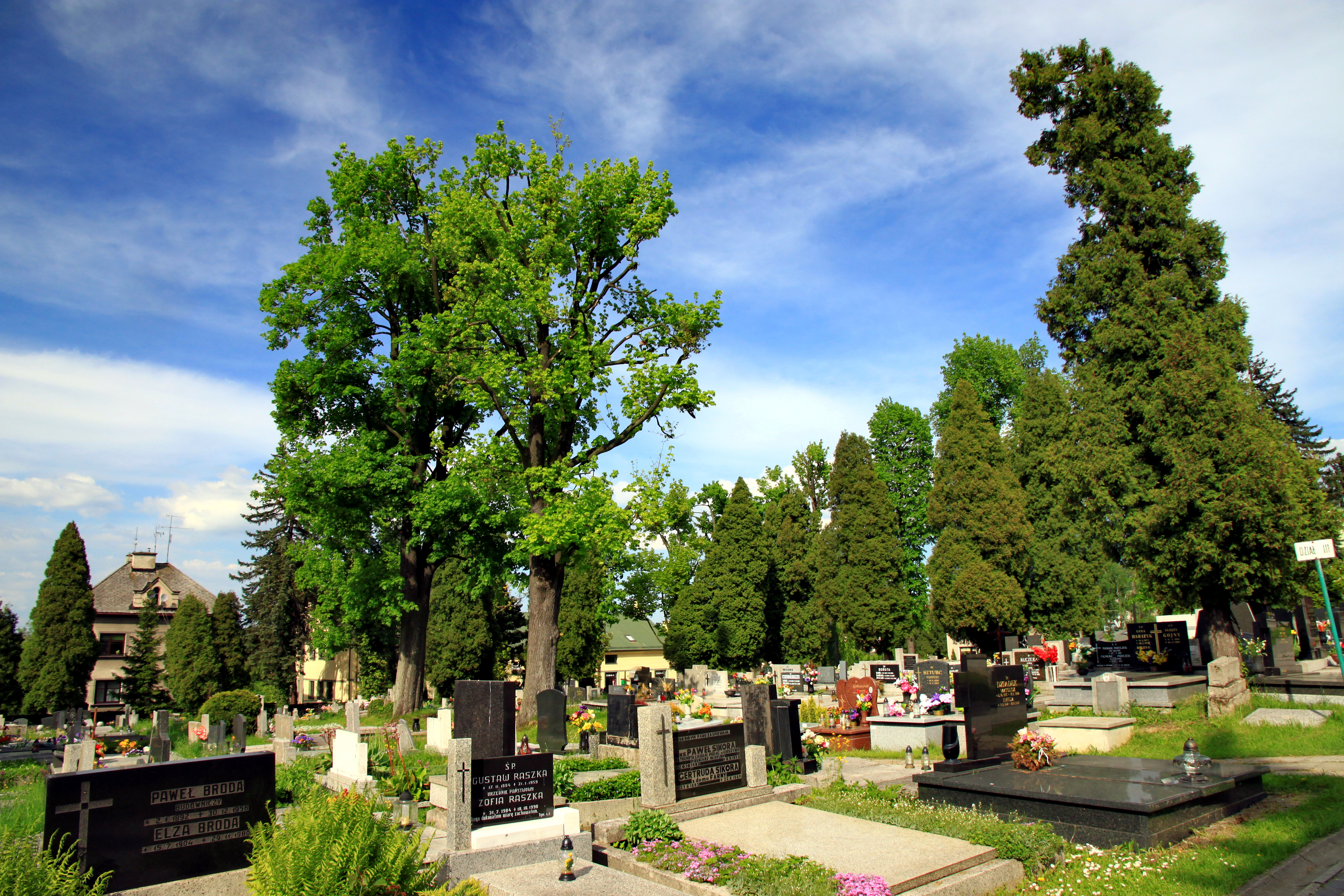
Grób P. Sikory na Cmentarzu Ewangelickim w Cieszynie

W latach 1950–1967 pełnił funkcję duchowego opiekuna Diakonatu Eben-Ezer w Dzięgielowie. Był również współorganizatorem i wykładowcą Tygodni Ewangelizacyjnych w Miechowicach, i następnie w Dzięgielowie.
Jest autorem podręcznika dla dzieci Historie biblijne. 
Kompozytorem, pieśniarzem i tłumaczem tekstów był również jego syn Tadeusz Sikora (1928–2016).

## Linki
- Paweł Sikora. hymntime.com. [zarchiwizowane z tego adresu (2016-03-04)]. na hymntime.com

## Literatura
- Jubilaci. Ks. Paweł Sikora. Kalendarz Ewangelicki, 1965 (78), s. 80-81.
- Sikora, Tadeusz: Ks. Paweł Sikora – życie i twórczość (1883-1972). Wieści Wyższobramskie – Informator Parafialny, 2013, nr 9 (120), s. 5-8.
- Spratek, Daniel: Kdo byli lidé, kteří napsali písně z Harfy. Idea, 2006, nr 25, s. 9-10.